# Преобразование Стилтьеса
Преобразование Стилтьеса — это интегральное преобразование, которое для функции {\displaystyle f(x)} имеет вид:
{\displaystyle F(\tau )=\int _{0}^{\infty }{\frac {f(x)}{x+\tau }}dx,}
где интегрирование ведётся по вещественной полуоси, а {\displaystyle \tau } меняется в комплексной плоскости, с разрезом вдоль отрицательной вещественной полуоси.
Данное преобразование является преобразованием свёртки, оно возникает при итерировании преобразования Лапласа. Преобразование Стилтьеса связано также с проблемой моментов для полубесконечного промежутка и, как следствие, с некоторыми цепными дробями. 
Если {\displaystyle f(x)x^{\frac {1}{2}}} непрерывна и ограничена на {\displaystyle (0,\infty )}, то справедлива формула обращения:
{\displaystyle f(x)=\lim _{n\to \infty }{\frac {(-1)^{n}}{2\pi }}\left({\frac {e}{n}}\right)^{2n}{\frac {d^{n}}{dx^{n}}}\left(x^{2n}{\frac {d^{n}}{dx^{n}}}F(x)\right),\quad x>0.}
Впервые данное преобразование было рассмотрено Т. И. Стилтьесом.

## Итерирование преобразования Лапласа
Обозначим прямое преобразования Лапласа функции {\displaystyle f(x)} (переменной {\displaystyle x}) как функцию новой переменной {\displaystyle s} как
{\displaystyle {\mathcal {L}}\left\{f(x)\right\}(s)=\int \limits _{0}^{\infty }e^{-sx}f(x)\,dx.}
Тогда повторное (итерированное) преобразование Лапласа
{\displaystyle {\mathcal {L}}\left\{{\mathcal {L}}\left\{f(x)\right\}(s)\right\}(\tau )=\int _{0}^{\infty }{\frac {f(x)}{x+\tau }}dx}
представляет собой преобразование Стильтьеса (после взятия интеграла по {\displaystyle s}).
Поэтому многие свойства преобразования Стильтьеса могут быть получены непосредственно из свойств преобразования Лапласа.

## Основные свойства и теоремы
Обозначим преобразование Стилтьеса функции {\displaystyle f(x)} как
{\displaystyle {\mathcal {S}}\left\{f(x)\right\}=F(\tau ).}
Соответствующее обратное преобразование обозначим как:
{\displaystyle {\mathcal {S}}^{-1}\left\{F(\tau )\right\}=f(x).}
- Умножение оригинала на переменную

В сумме изображение оригинала, умноженного на переменную, и произведение переменной на образ равны константе, равной интегралу по положительной вещественной полуоси от оригинала:
{\displaystyle {\mathcal {S}}\left\{xf(x)\right\}=\int _{0}^{\infty }f(x)dx-\tau F(\tau )}
- Разностная производная образов

{\displaystyle {\mathcal {S}}^{-1}\left\{{\frac {F(\tau )-F(\alpha )}{\tau -\alpha }}\right\}=-{\frac {f(x)}{x+\alpha }},\quad |\operatorname {arg} (\alpha )|<\pi }
- Разностная производная оригиналов

{\displaystyle {\mathcal {S}}\left\{{\frac {f(x)-f(a)}{x-a}}\right\}={\frac {{\frac {1}{2}}\left(F(ae^{i\pi })+F(ae^{i\pi })\right)-f(a)\ln \left({\frac {\tau }{a}}\right)-F(\tau )}{\tau +a}},\quad a>0}
- Растяжение по аргументу

При масштабировании переменной оригинала в {\displaystyle a} раз переменная образа также масштабируется в {\displaystyle a} раз:
{\displaystyle {\mathcal {S}}\left\{f(ax)\right\}=F(a\tau ),\quad a>0}
- Дифференцирование оригинала

Сумма образа производной и производной образа равна константе, поделённой на переменную образа, причём данная константа равна значению оригинала в нуле, взятому с обратным знаком:
{\displaystyle {\mathcal {S}}\left\{f'(x)\right\}=-{\frac {f(0)}{\tau }}-F'(\tau )}

## Обобщения

### Обобщённое преобразование Стилтьеса
{\displaystyle F(\tau )=\int _{0}^{\infty }{\frac {f(x)}{(x+\tau )^{\rho }}}dx.}

### Интегрированное преобразование Стилтьеса
{\displaystyle F(\tau )=\int _{+0}^{\infty }K(\tau ,x)f(x)dx,}
где
{\displaystyle K(\tau ,x)=\left\{{\begin{matrix}{\frac {\ln {\frac {\tau }{x}}}{\tau -x}},&\tau \neq x\\{\frac {1}{\tau }},&\tau =x\\\end{matrix}}\right.}